# استان المنیعه
استان المنیعه (به عربی: ولایة المنیعة) یک استان در الجزایر است که در الجزایر واقع شده‌است. استان المنیعه ۶۲٬۲۱۵ کیلومتر مربع مساحت و ۵۷٬۲۷۶ نفر جمعیت دارد و ۲۷۶ متر بالاتر از سطح دریا واقع شده‌است.